# Schaesberg (plaats)

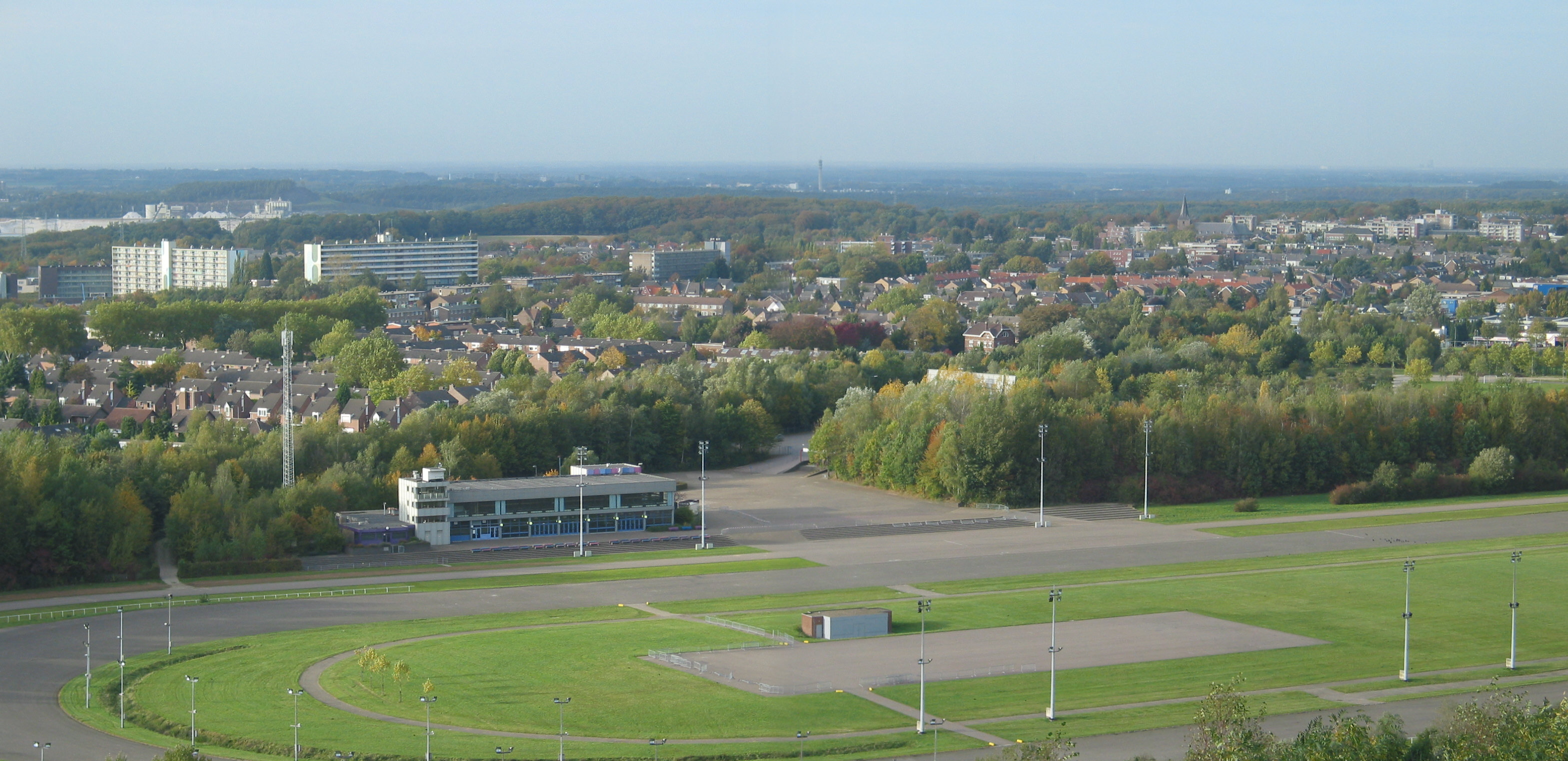
De kern Schaesberg gezien vanaf de Wilhelminaberg. Op de voorgrond het Megaland-terrein.

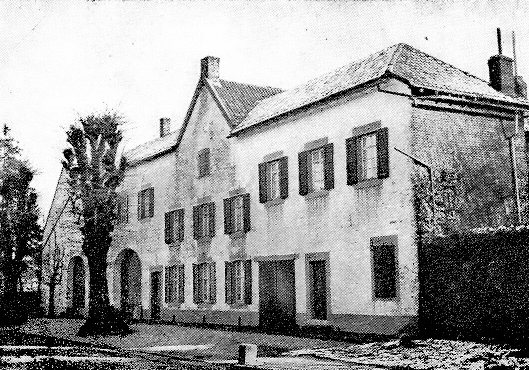
Huize De Kamp in Schaesberg, waar Frans Erens geboren werd. Op deze locaties staat nu het gemeentehuis van Landgraaf.

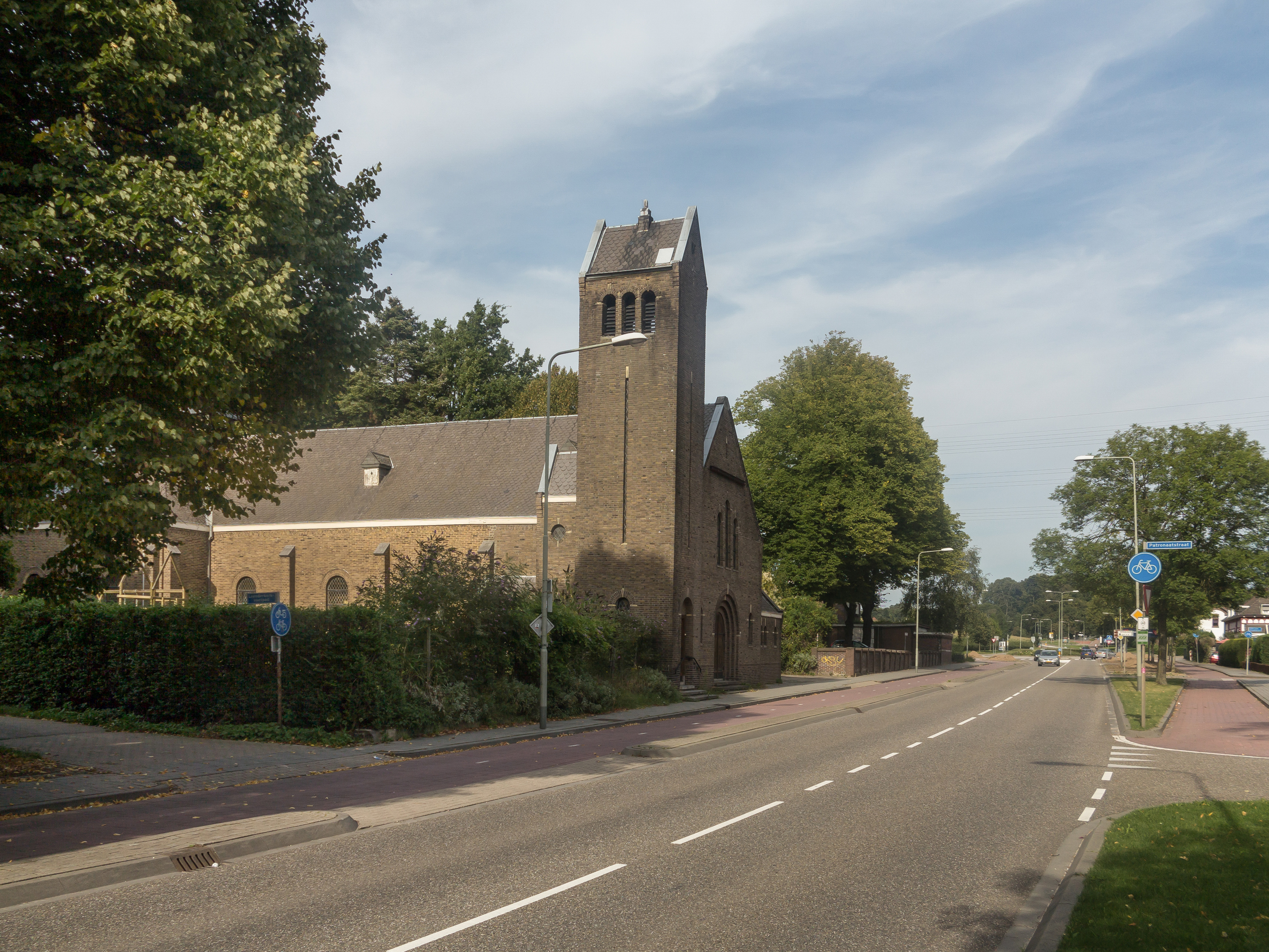
Schaesberg, de Onze-Lieve-Vrouw van de berg Carmelkerk

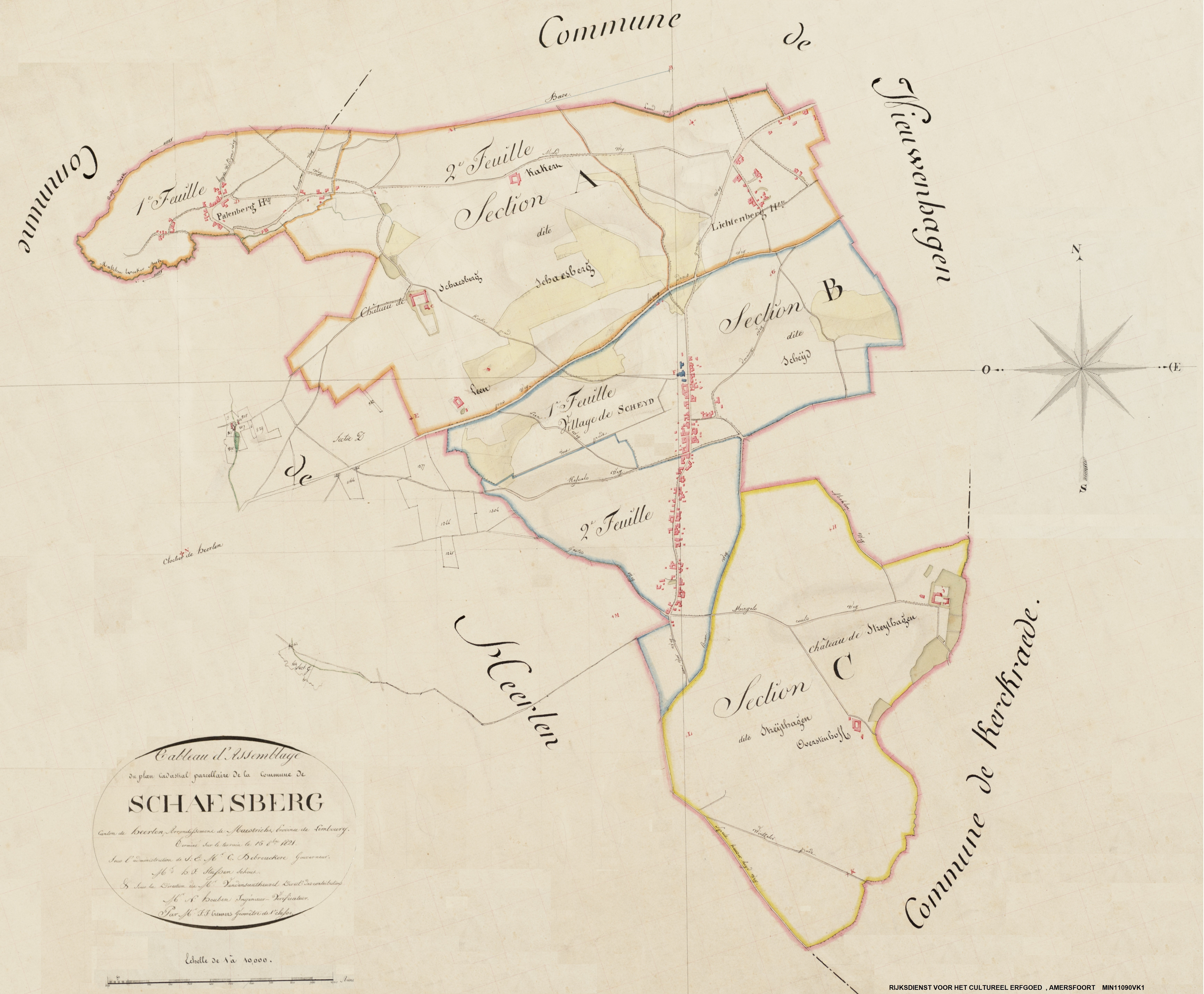
Indeling gemeente Schaesberg door het kadaster 1821

Schaesberg (Limburgs: D'r Sjeet) is een dorpskern en voormalige gemeente in Nederlands-Limburg, die in 1982 is samengevoegd met Nieuwenhagen en Ubach over Worms (Waubach en Rimburg) tot de gemeente Landgraaf.

## Geschiedenis
Ten noorden van Schaesberg lag de Romeinse villa Landgraaf-Schaesberg aan de noordwestzijde van de heuvelrug (met daarop de Leenderkapel) dat een uitloper is van het Plateau van Nieuwenhagen. Schaesberg zelf ligt ook op dit plateau, met aan de oostzijde het Strijthagerbeekdal en aan de westzijde het Bekken van Heerlen.
Het dorp, dat ook als Scheijdt bekend stond, ontwikkelde zich vanaf de 17e eeuw. Het lag tussen Kasteel Strijthagen en Kasteel Schaesberg in. In 1618 werd Schaesberg een zelfstandige heerlijkheid
De heerlijkheid Schaesberg maakte deel uit van het Land van Valkenburg. Na de Vrede van Münster in 1648 waren de Landen van Overmaas nog niet verdeeld tussen Spanje en Nederland, dit gebeurde pas in het Partagetraktaat van 1661. De katholiek Johan Frederik van Schaesberg slaagde erin Schaesberg bij de Spaanse Nederlanden onder te brengen, waardoor Schaesberg een Spaanse enclave in Staats Overmaas werd. Na de Spaanse Successieoorlog werd Schaesberg in 1713 Oostenrijks.
Bij het Verdrag van Fontainebleau (1785) ging Schaesberg over van Oostenrijk naar de Republiek der Zeven Verenigde Nederlanden.
In 1896 werd in het noorden van Schaesberg de spoorlijn van Sittard via Heerlen naar Herzogenrath in gebruik genomen.

### Mijnbouw
Begin 20e eeuw vestigde zich een grote kolenmijn in Schaesberg: de particuliere Oranje-Nassau II. Voor het vervoer van steenkool (en later ook van personen) werd in 1934 een baanvak van Schaesberg over Kerkrade-Centrum naar Simpelveld in gebruik genomen. De kosten voor dit treintraject waren dermate hoog (twaalf miljoen gulden voor twaalf kilometer) dat de lijn de bijnaam 'Miljoenenlijntje' kreeg. Een andere belangrijke mijn was Staatsmijn Wilhelmina.
Voor huisvesting van de mijnwerkers werd de mijnkolonie Leenhof (1914-1918) aangelegd in de voor Nederland unieke Lotharingse stijl. Een gedeelte ervan is beschermd stadsgezicht. De Oranje-Nassau II sloot in 1971. Ook andere kolonies ontstonden: Eikske, Aan de Slagboom, en Kakert. Ook in de 2e helft van de 20e eeuw werden nog wijken gebouwd en werd infrastructuur aangelegd. Vanaf 1965 werden de mijnen in snel tempo gesloten en werden de uitgestrekte mijnterreinen omgevormd tot bedrijventerrein, woonwijk of park. In Schaesberg herinneren onder andere het Sint-Barbarabeeld en het Mijnmonument Schaesberg aan het mijnverleden.
De 225 meter hoge Wilhelminaberg is een mijnsteenberg die is ontstaan als gevolg van de winning van steenkool in de staatsmijn Wilhelmina in het naburige Terwinselen (1906-1969).

### Gemeentelijke herindelingen
In 1958 ging de buurtschap Palemig over van de gemeente Schaesberg naar de gemeente Heerlen. In 1982 ging Schaesberg op in de gemeente Landgraaf.

## Bezienswaardigheden

### Mijnverleden
- De Mijnwerkerskapel nabij Terwinselen, in de gemeente Landgraaf.
- Park Gravenrode, waaronder de Wilhelminaberg met gerestaureerde leermijn van de Staatsmijn Wilhelmina

#### Mijnwerkerskoloniën
- Beschermd stadsgezicht, waaronder een mijnwerkerskolonie van 1905-1906.
- Woongroep Eikske, van 1913 (Honingmannstraat; Mijn Carlstraat), voor Oranje-Nassaumijn.
- Woongroepen Leenhof III en Leenhof IV, van 1909-1912 (Carmelstraat e.d.), oorspronkelijk 108 woningen, voor Oranje-Nassaumijn.
- Woongroep Schaesberg, in wijk Aan de Slagboom (1914-1918), gebouwd in een patroon als spaken in een wiel. 202 woningen, voor Oranje-Nassaumijn.
- Deel van Terwinselen op Schaesbergs gebied, voor de Staatsmijnen, langs Heistraat en Parallelstraat (1905-1918), tuindorp.
- De Kakert, Kakertsweg en omgeving. 1923-1928, ontworpen door Jan Stuyt. Van de 184 woningen zijn er nog 175 over.

### Kastelen
- De ruïnes van het Kasteel Schaesberg, dat qua bouwstijl (Maaslandse renaissance) in zijn hoogtijdagen enigszins leek op Kasteel Hoensbroek.
- Kasteel Strijthagen

### Watermolens
- Strijthagermolen, aan Strijthagermolenweg 1, van 1617.

### Kerken, kapellen
- De 17e-eeuwse Leenderkapel op de Leenderberg in het Kapellerbos is een centrum van Mariaverering; in de 18e eeuw zouden de bokkenrijdersbenden er bijeengekomen zijn.
- De Sint-Petrus en Pauluskerk
- De Heilige-Familiekerk
- Kerk De Ark.
- De Sint-Michaëlskerk in de wijk Eikske
- De Sint-Barbarakerk in de buurtschap Kakert
- De Onze-Lieve-Vrouw-van-de-berg-Karmelkerk in de wijk Leenhof

### Boerderijen
- Hoeve van Kasteel Strijthagen, aan Rouenhof 17, U-vormige hoeve van 1691, met 18e-eeuws poortpaviljoen.
- Winselerhof, aan Tunnelweg 99, woonhuis van 1675, schuur begin 18e eeuw, restauratie 1985 en in gebruik als hotel en conferentieoord.
- Overstehof, aan Overstehofweg 14, gesloten hoeve van 1749, woonhuis met mergelstenen speklagen. Tegenwoordig hotel-restaurant.
- Hopelerweg 155, aan Heerlenseweg 166, hoorde oorspronkelijk bij Kasteel Strijthagen. 18e-eeuwse gesloten hoeve.
- Hoeve de Leenhof, gesloten hoeve, woonhuis in vakwerk.

## Toeristische attracties
- Megaland Landgraaf, waarop jaarlijks het popfestival Pinkpop wordt gehouden,
- SnowWorld op de Wilhelminaberg
- Mondo Verde, Wereldtuinen, dierentuin en attracties.

## Foto's

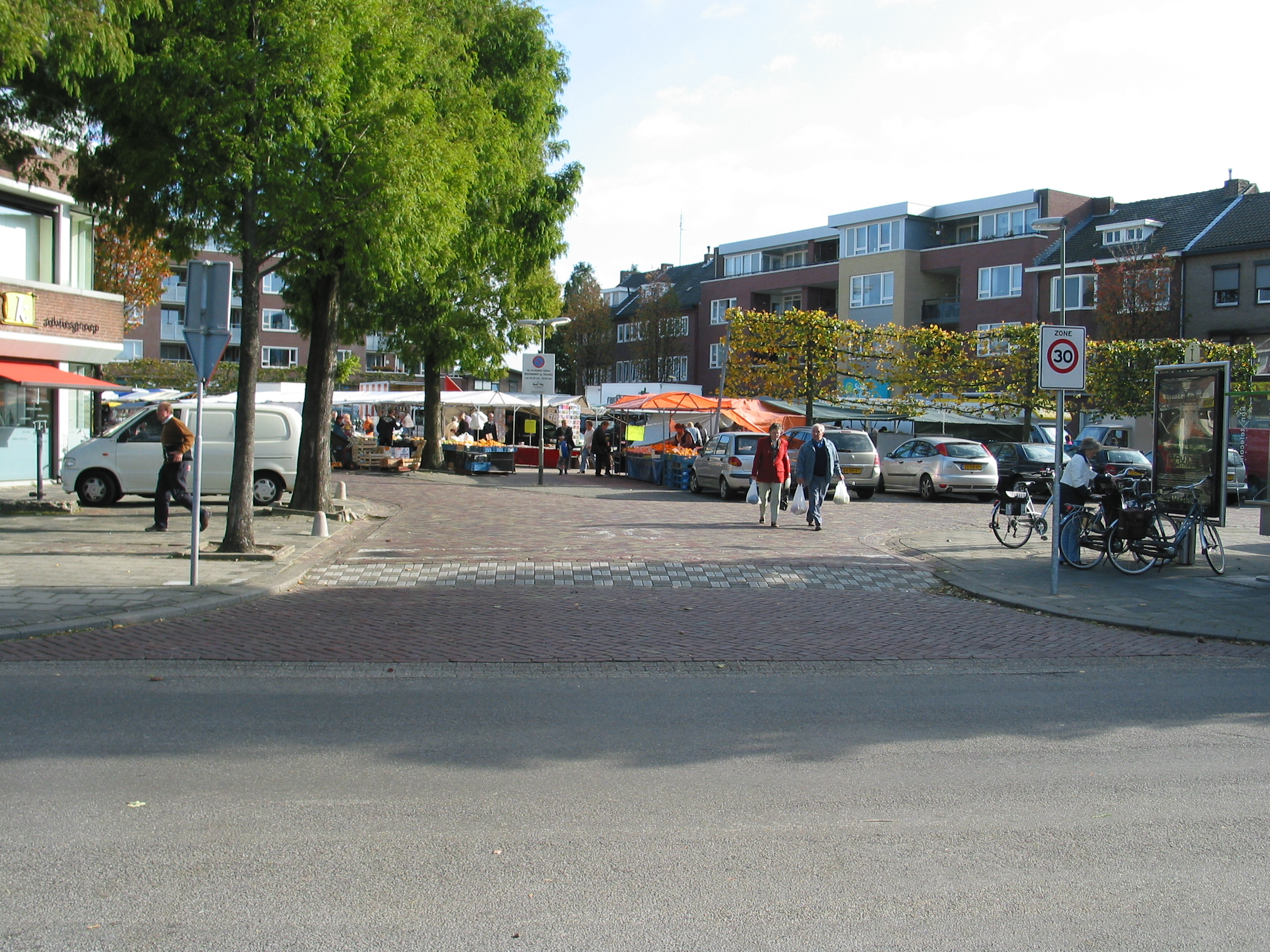
De vrijdagmarkt in Schaesberg
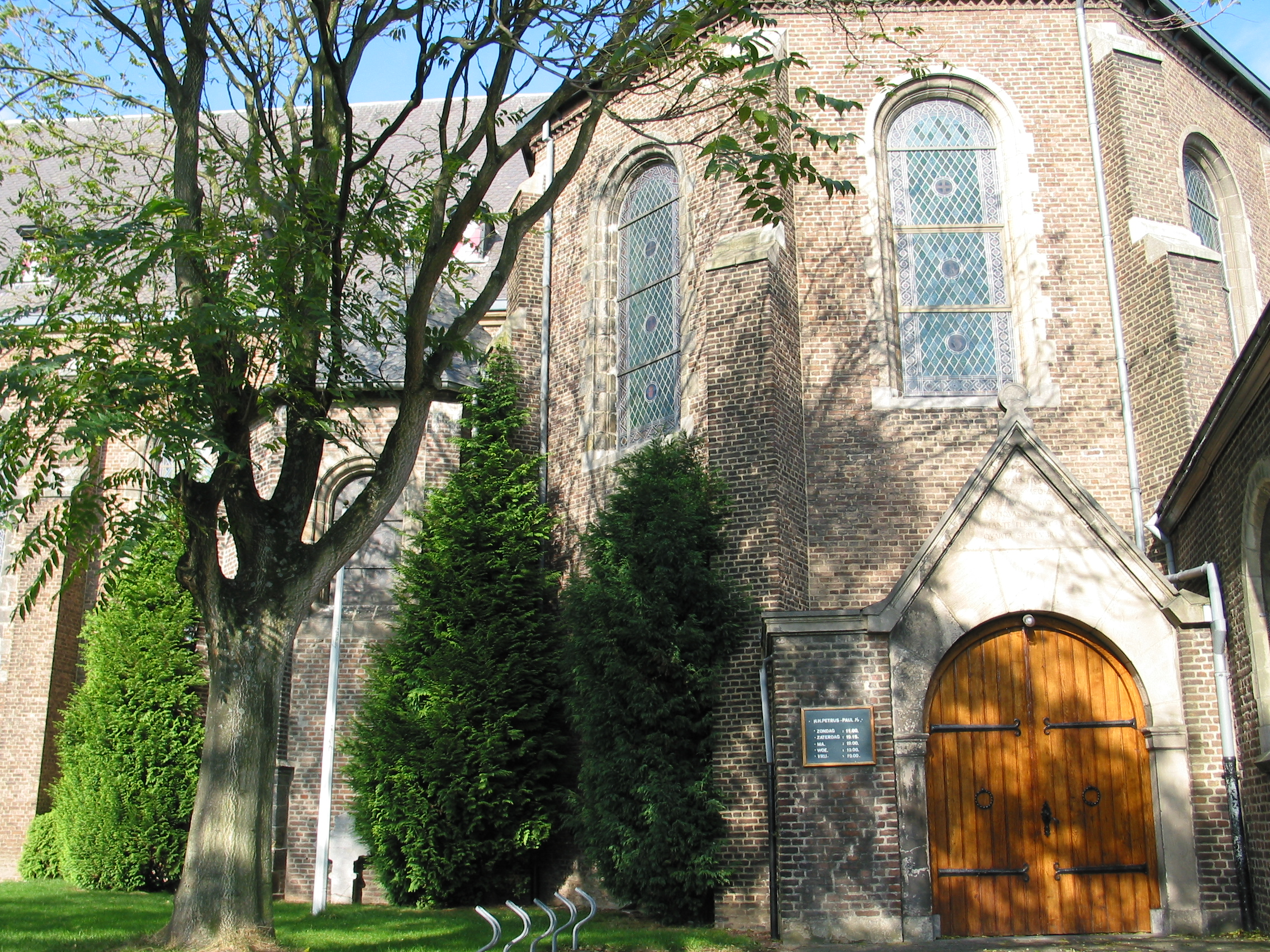
Ingang van de Petrus en Pauluskerk
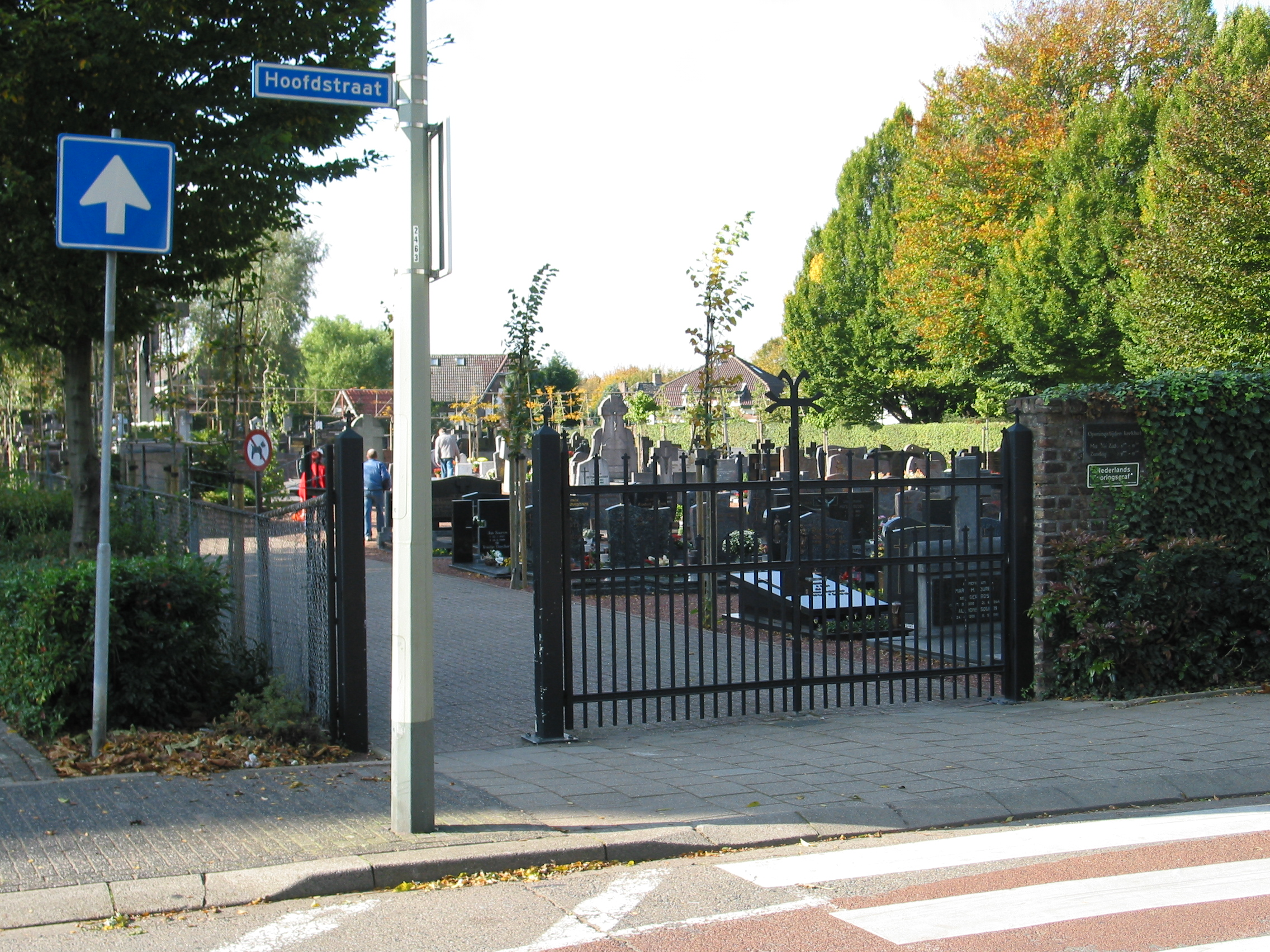
Kerkhof van Schaesberg
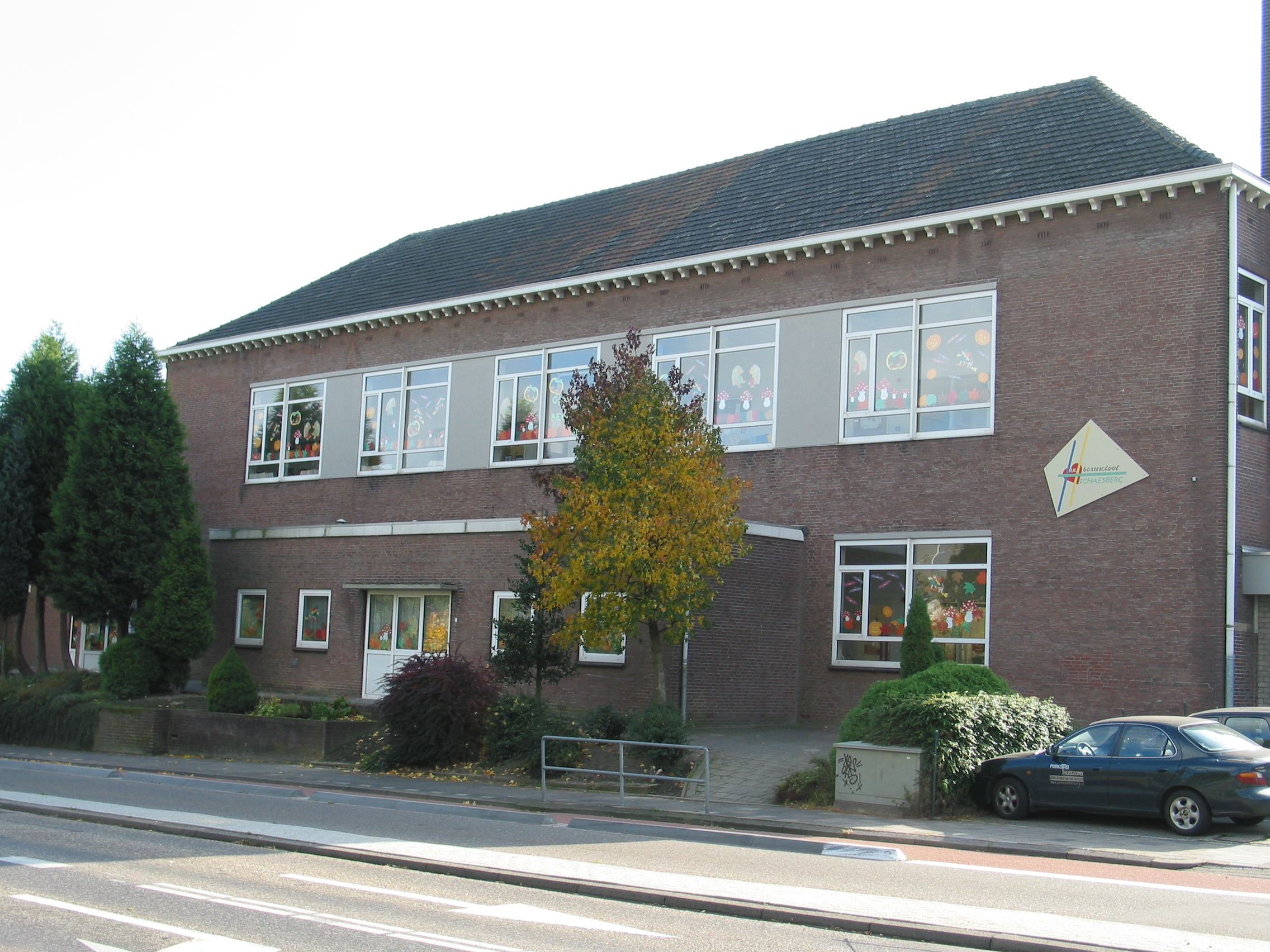
Basisschool Schaesberg
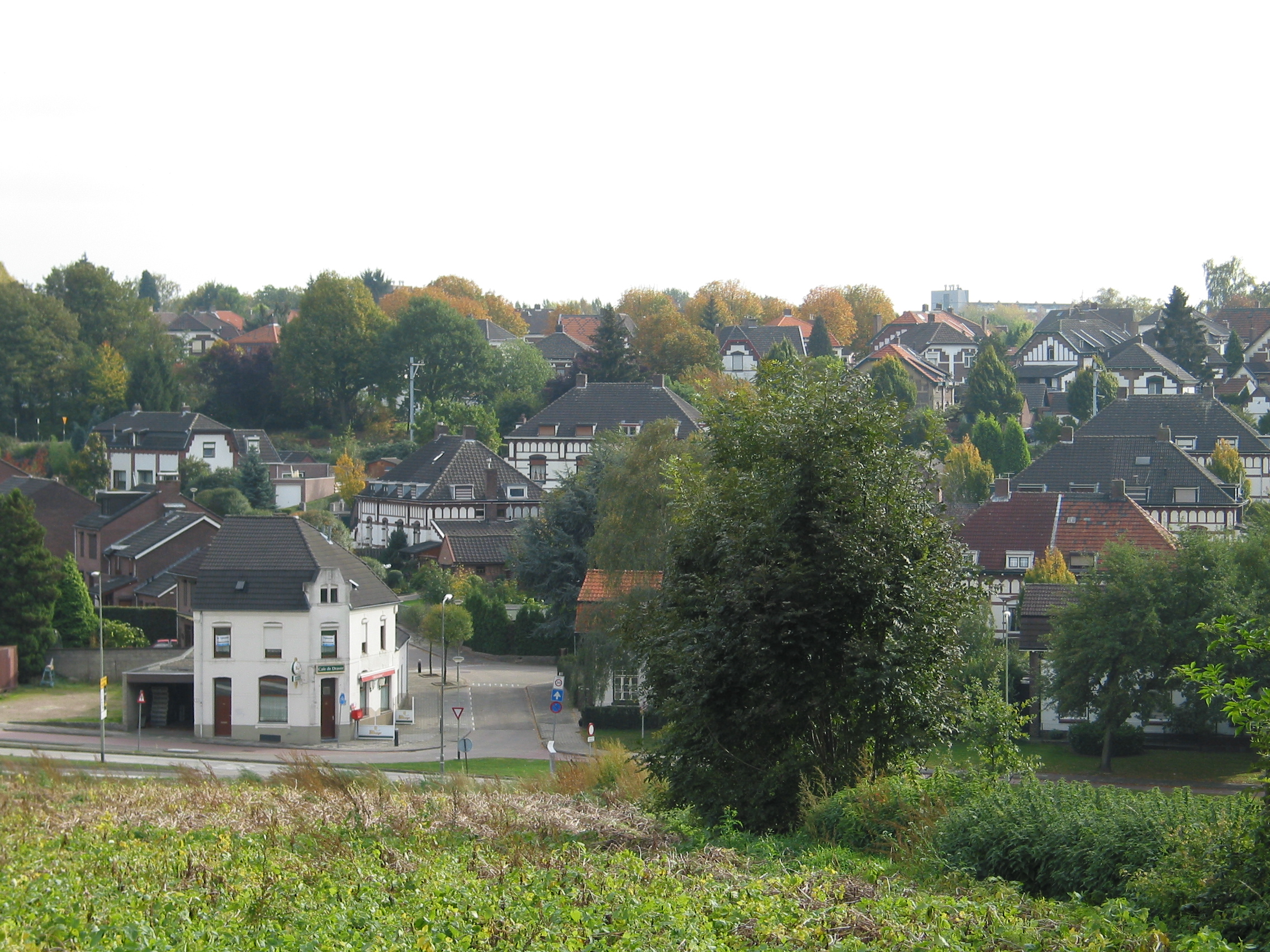
Wijk Leenhof in Schaesberg

## Natuur en landschap
Schaesberg ligt op het Plateau van Schaesberg, een rug die het Plateau van Nieuwenhagen verbindt met het zuidelijker gelegen Plateau van Spekholzerheide op een hoogte van ongeveer 150 meter. Bij de Winselerhof ontspringt te Strijthagerbeek, welke in noordelijke richting stroomt en uitmondt in de Anselerbeek. Het landschap is sterk gewijzigd door steenkoolmijnen en verstedelijking, maar enkele hellingbossen zijn nog aanwezig langs de beek, en ten noorden van de wijk Leenhof met het Kapellerbos op de Leenderberg. Ook de Wilhelminaberg, een terril, is met een hoogste punt van ruim 239 meter, een belangrijk element in het landschap.

## Geboren in Schaesberg
- Frans Erens (1857-1935), een schrijver van de Beweging van Tachtig en literatuurcriticus, beschreef zijn jeugd in Schaesberg in Vervlogen jaren (1938).
- Ger Lataster (1920-2012), kunstenaar
- Josy Verdonkschot (1956), roeicoach
- Annemarie Mol (1958), etnograaf, filosoof, hoogleraar Universiteit van Amsterdam
- Jean Wiertz (1959), componist
- Ger Snijkers (1963), wetenschapper methodologie
- Henk Blezer (1961), wetenschapper boeddhologie en tibetologie

De expressionistische schilder en graficus Aad de Haas (1920–1972) woonde en werkte de laatste twintig jaar van zijn leven in Kasteel Strijthagen.

## Nabijgelegen kernen
Nieuwenhagen, Heerlen, Spekholzerheide, Eygelshoven